# براندون شوستر
براندون شوستر (انگلیسی: Brandon Schuster؛ زادهٔ ۲۳ آوریل ۱۹۹۸) شناگر اهل ساموآ است.
وی در مسابقات کشوری و بین‌المللی در مجموع برندهٔ ۱ مدال نقره و ۲ مدال برنز شده‌است.